# Liste der Biografien/Trk
Liste der Biografien |
Portal Biografien |
Personensuche
# |
A |
B |
C |
D |
E |
F |
G |
H |
I |
J |
K |
L |
M |
N |
O |
P |
Q |
R |
S |
T |
U |
V |
W |
X |
Y |
Z |
?
 
Ta |
Tc |
Te |
Tf |
Tg |
Th |
Ti |
Tj |
Tk |
Tl |
Tm |
To |
Tq |
Tr |
Ts |
Tu |
Tv |
Tw |
Tx |
Ty |
Tz
 
Tra |
Trb |
Trc |
Trd |
Tre |
Trg |
Trh |
Tri |
Trj |
Trk |
Trm |
Trn |
Tro |
Trp |
Trs |
Trt |
Tru |
Try |
Trz
Die Liste der Biografien führt alle Personen auf, die in der deutschsprachigen Wikipedia einen Artikel haben. Dieses ist eine Teilliste mit 6 Einträgen von Personen, deren Namen mit den Buchstaben „Trk“ beginnt.

## Trk

### Trka
- Trkal, František (* 1970), tschechischer Radrennfahrer

### Trko
- Trkola, Alexandra (* 1965), Virologin und Professorin für Medizinische Virologin

### Trks
- Trksak, Irma (1917–2017), österreichische Widerstandskämpferin und KZ-ÜberlebendeIrma Trksak (1917–2017)

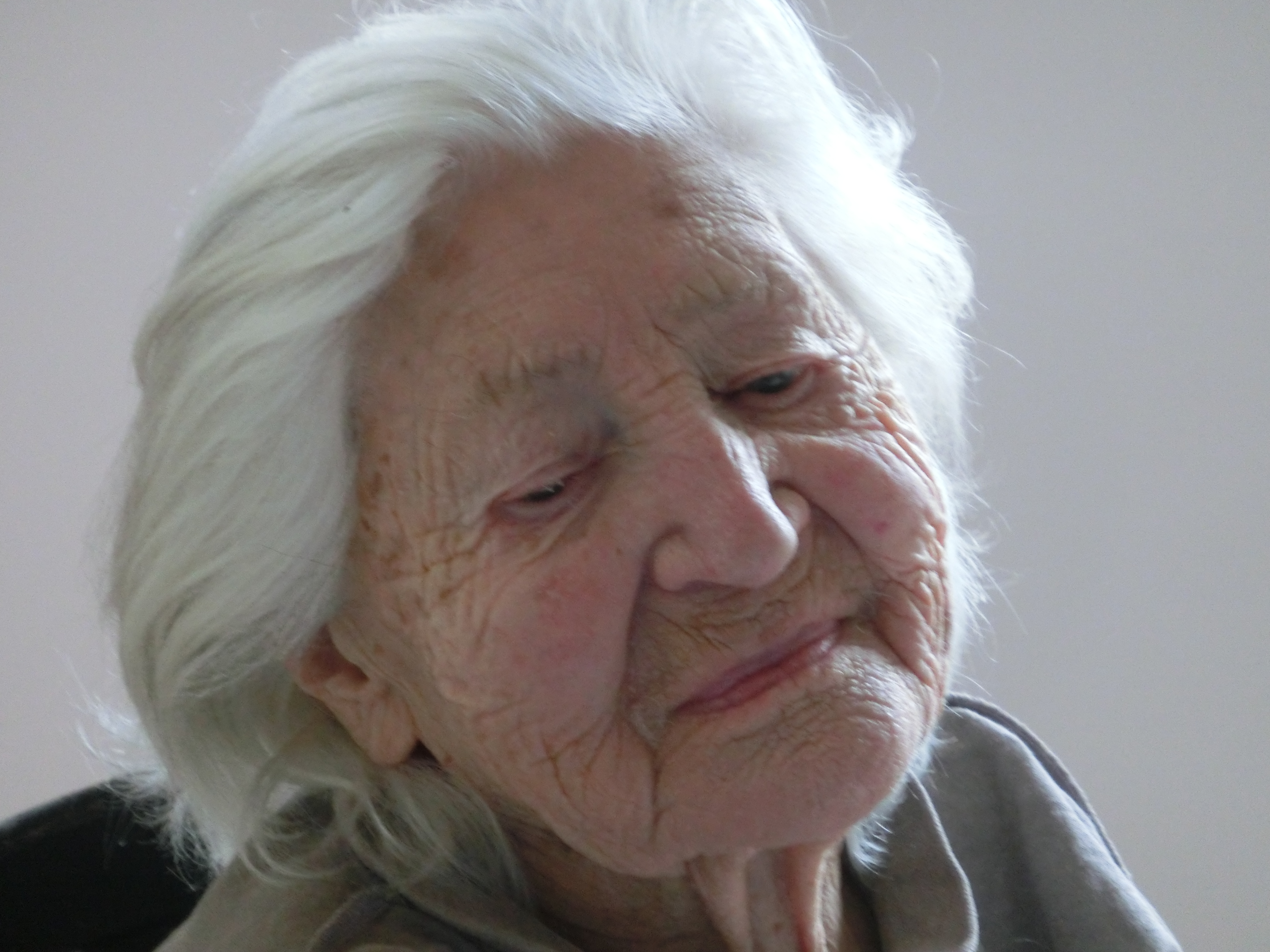
Irma Trksak (1917–2017)

### Trku
- Trkulja, Dragan (* 1964), serbischer Fußballspieler
- Trkulja, Sascha (* 1982), österreichischer Fußballspieler
- Trkulja, Slobodan (* 1977), serbischer Musiker